# Michael Douglas Griffin
Michael Douglas Griffin (Aberdeen, 1º novembre 1949) è un fisico e ingegnere statunitense ed amministratore della NASA dal 13 aprile 2005 al 20 gennaio 2009.
A capo della agenzia spaziale statunitense, Griffin ha supervisionato il futuro del volo spaziale, il destino del telescopio spaziale Hubble e il ruolo della NASA nei cambiamenti climatici della Terra. La mansione precedente all'interno della NASA era Amministratore Associato per l'Esplorazione. Quando venne nominato amministratore, Griffin stava lavorando al capo del Dipartimento Spaziale del Applied Physics Laboratory alla Johns Hopkins University a Laurel, in Maryland. La nomina di Griffin è stata associata ad un cambiamento significativo nella direzione dell'agenzia spaziale.

## Piani attuali per la NASA
Griffin ha appoggiato con forza il piano del Presidente George H. W. Bush nel piano Vision for Space Exploration, che prevede il ritorno dell'uomo sulla Luna e il raggiungimento di Marte. Anche se era appoggiato anche dal precedente amministratore, Sean O'Keefe, Griffin ha mostrato di essere in disaccordo su alcune decisioni prese dal suo predecessore:
- Telescopio Spaziale Hubble: quando venne confermato, Griffin annunciò la sua intenzione di riconsiderare la decisione di fare uscire dall'orbita Hubble e ha rigettato l'idea di compiere una missione di manutenzione robotica al telescopio, che era stata messa a punto da un comitato per le missioni robotiche. Affermò che il telescopio Hubble è "uno strumento straordinariamente valido" e che ha reso possibile "una comprensione così profonda da rivaleggiare con lo sviluppo della Teoria della Relatività di Albert Einstein". Nella sua prima settimana di lavoro autorizzò il Goddard Space Flight Center nei preparativi di una missione di manutenzione del telescopio con equipaggio, annunciando che avrebbe preso la decisione definitiva dopo le successive due missioni dello Space Shuttle. Il 31 ottobre 2006 Griffin annunciò la quinta e ultima missione di manutenzione di Hubble che attualmente è prevista per la metà del 2008 (STS-125). Griffin ha sottolineato che la sua maggiore priorità è nella sicurezza dei voli Shuttle e di rendere ogni volo più sicuro del precedente.
- Sviluppo di un sostituto dello Shuttle: Griffin cercò di accelerare lo sviluppo del nuovo Crew Exploration Vehicle, che avrebbe sostituito lo Space Shuttle. Il piano precedente avrebbe lasciato un periodo di assenza dei voli di quattro anni, tra il ritiro dello Shuttle nel 2010 e il primo volo del CEV nel 2014. Griffin giudicò la lunghezza di questo periodo inaccettabile: "Il Presidente Bush ha detto non più tardi del 2014. Non ha detto che non saremmo stati abbastanza intelligenti da farlo prima... la navetta Apollo è stata completata in non più di sei anni. Mi sembra inaccettabile che fare la stessa cosa che già sappiamo fare richieda dal 2005 fino al 2014"[1]

Griffin ha recentemente sottinteso che la decisione di sviluppare lo Space Shuttle e la Stazione spaziale internazionale sia stato un errore: "È ora comunemente accettuato che non siamo nel percorso giusto. Stiamo tentando di cambiare direzione facendo il più piccolo danno possibile". Questa frase ha fatto da eco ad altre simili che sono state pronunciate da altri esperti, tra cui Buzz Aldrin, Max Hunter e Robert Zubrin. L'esperto Roger Pielke ha espresso apprezzamento per la franchezza di Griffin: "È una prima ammissione da un amministratore NASA e forse un segno positivo che un vero cambiamento è possibile."
- Cambiamento di personale: Nel giugno 2005, Griffin ha sostituito diversi vertici della NASA nominati dal precedente amministratore. Tra questi l'ex astronauta Bill Readdy, il capo dei programmi Space Shuttle e della stazione internazionale e l'Ammiraglio Craig E. Steidle, a capo dell'iniziativa per l'esplorazione Luna-Marte. Griffin non ha ancora commentato pubblicamente questi cambiamenti, e il suo portavoce ha affermato: "quando giunge un nuovo leader, vuole plasmare il proprio team"[4].

## Piani a lungo termine
Nel 2004, parlando al Congresso, affermò: "per me l'obiettivo dominante del volo spaziale è l'insediamento umano nel sistema solare ed infine oltre ad esso. Non riesco a pensare ad uno scopo minore per giustificare la difficoltà dell'impresa, e uno scopo maggiore non è possibile". Inoltre appoggiò i lanci di grandi carichi, lo sviluppo di sistemi spaziali a propulsione nucleare, l'utilizzazione delle risorse in situ e il rapporto costo-efficacia dei trasporti di medie dimensioni in orbita bassa terrestre.
Griffin ha collaborato con varie organizzazioni per lo sviluppo spaziale, come la National Space Society, la Mars Society e la Planetary Society:
- Assieme all'astronauta Owen Garriott era a capo di un team per uno studio commissionato dalla Planetary Society intitolato "Estendere la presenza umana oltre il sistema solare". Griffin citò questo studio nella sua prima conferenza stampa in qualità di amministratore NASA per rispondere ad una domanda sull'invio di astronauti su Marte, affermando: "vi esorto a scaricare questo documento dal sito web poiché non ho nessuna altra idea migliore da offrirvi oltre a quelle che ho scritto li."[6].
- Griffin ha lavorato nello Steering commitee della Mars Society, che è dedicato all'installazione di una presenza umana su Marte. Il presidente della Mars Society, Robert Zubrin raccontò nel suo libro "The Case for Mars" che nel 1991, dopo che Zubrin presentò le sue idee sull'architettura di una missione su Marte con Griffin, allora Amministratore Associato per l'Esplorazione, Griffin presentò queste idee all'allora amministratore Daniel Goldin.

Il 28 settembre 2007 Griffin ha affermato che la NASA mira a mandare un uomo su Marte per l'anno 2037.

## Critiche sulla gestione del budget NASA
Griffin ha ricevuto critiche da organizzazioni come il gruppo life science dell'Ames Research Center della NASA per lo spostamento di risorse dalla scienza al volo spaziale. L'amministratore NASA aveva affermato che non avrebbe spostato neanche un centesimo delle risorse in favore del volo spaziale, ma meno di sei mesi dopo, nel febbraio 2006, la NASA pubblicò un budget che riduceva la ricerca spaziale di circa il 25%, e la sospensione a tempo indeterminato di missioni pianificate come la Jupiter Icy Moon Orbiter, il Terrestrial Planet Finder e lo SPace Interferometry Mission.
Anche i fondi per il programma nucleare spaziale Prometheus sono stati bloccati, anche se Griffin affermò di essere ansioso di continuare il progetto Prometheus dopo il completamento, maggiormente prioritario, della nuova navetta spaziale. Precedentemente, nel novembre 2005, i fondi per la life science research vennero tagliati dell'80%, spingendo i rappresentanti di questo gruppo di ricerca a scrivere una lettera sarcastica all'amministratore per criticare questa decisione.

## Pressioni per l'incremento dei voli dello Shuttle
La Vision for Space Exploration, annunciata da Bush nel 2004, prevede che la NASA utilizzi lo Shuttle per terminare la costruzione della Stazione spaziale per la fine del 2010. Nel giugno 2006, a causa delle crescenti preoccupazioni per la sicurezza degli Shuttle dopo la tragedia del Columbia, venne fatto un solo volo e l'amministrazione richiese altri 18 voli Shuttle in quattro anni e mezzo.
Griffin approvò il lancio del Discovery a luglio 2006 per effettuare una seconda missione di ritorno al volo (STS-121), scavalcando Bryan O'Connor, Chief Safety and Mission Assurance Officer. Anche se O'Connor affermò che erano presenti ancora dei problemi non risolti che frammenti di schiuma isolante potessero staccarsi dal serbatoio esterno e danneggiare l'orbiter, Griffin stabilì che il rischio era accettabile, argomentando che era meglio verificare un cambiamento alla volta. Con quel volo la NASA stava verificando la rimozione di protuberanze aerodimaniche dai bracci per i cavi e l'alimentazione all'esterno del serbatoio esterno.

## Opinioni sul riscaldamento globale
In una intervista con Steve Inskeep della National Public radio il 31 maggio 2007, Griffin ha affermato:
Illustri climatologi hanno commentato queste affermazioni come un segno di ignoranza. In particolare James Hansen del gruppo NASA sul cambiamento climatico ha affermato che i commenti di Griffin dimostrano "arroganza ed ignoranza", poiché milioni di persone saranno probabilmente colpite dal riscaldamento globale. Jerry Mahlman, uno scienziato del National Center for Atmospheric Research affermò che Griffin non aveva idea di cosa stava parlando, oppure è un "ideologo profondamente anti-riscaldamento globale".
In un meeting a porte chiuse del 4 giugno 2007 al Jet Propulsion Laboratory, Griffin affermò che "sfortunatamente, questo è un problema molto più politico che tecnico e sarebbe stato meglio per me starne fuori." "Tutti quello che posso fare e scusarmi con tutti voi... Sono spiacente di aver causato una tale polemica su questo."
Tuttavia, Griffin non ritrattò le sue affermazioni precedenti.

## Carriera
La prima esperienza di Griffin fu la collaborazione all'APL nel progetto dei satelliti Delta 180 per la Strategic Defense Initiative Organization. Dopo aver lasciato l'APL nel 1986, divenne ingegnere capo e in seguito amministratore associato per l'esplorazione al quartier generale NASA.
Nel 1993 Griffin scrisse una lettera critica sul processo di revisione del progetto della Stazione Spaziale Internazionale. Negli anni successivi divenne presidente e chief operating officer di In-Q-Tel, una impresa non-profit fondata dalla CIA per identificare e investire in aziende che sviluppavano tecnologie d'avanguardia potenzialmente utili agli interessi di sicurezza nazionale. Griffin occupò ruoli predominanti nella Orbital Sciences Corporation e ruoli tecnici al Jet Propulsion Laboratory della NASA e al Computer Science Corporation.
L'11 marzo 2005, il Presidente George H. W. Bush annunciò la sua intenzione di nominare Griffin 11° amministratore della NASA e venne confermato dal Senato il 13 aprile 2005.

## Istruzione
Griffin ha conseguito i seguenti titoli accademici:
- BS Physics                            (The Johns Hopkins University, 1971)
- MS Aerospace Science                  (The Catholic University of America, 1974)
- PhD Aerospace Engineering             (University of Maryland, College Park, 1977)
- MEng Electrical Engineering           (University of Southern California, 1979)
- MS Applied Physics                    (The Johns Hopkins University, 1983)
- MBA Master of Business Administration (Loyola College in Maryland)
- MEng Civil Engineering                (The George Washington University, 1998)

inoltre è stato professore di vari corsi in progettazione di veicoli spaziali, matematica applicata, navigazione, dinamica dei fluidi, controllo dell'assetto di veicoli spaziali, astrodinamica e ingegneria aerospaziale. È l'autore principale di più di due dozzine di articoli scientifici e coautore assieme a James French del libro "Space Vehicle Design." ISBN 1-56347-539-1. È un istruttore di volo e pilota.